# Fucile borbonico da fanteria modello Mongiana

Fucile borbonico da fanteria modello Mongiana

Particolare del fucile

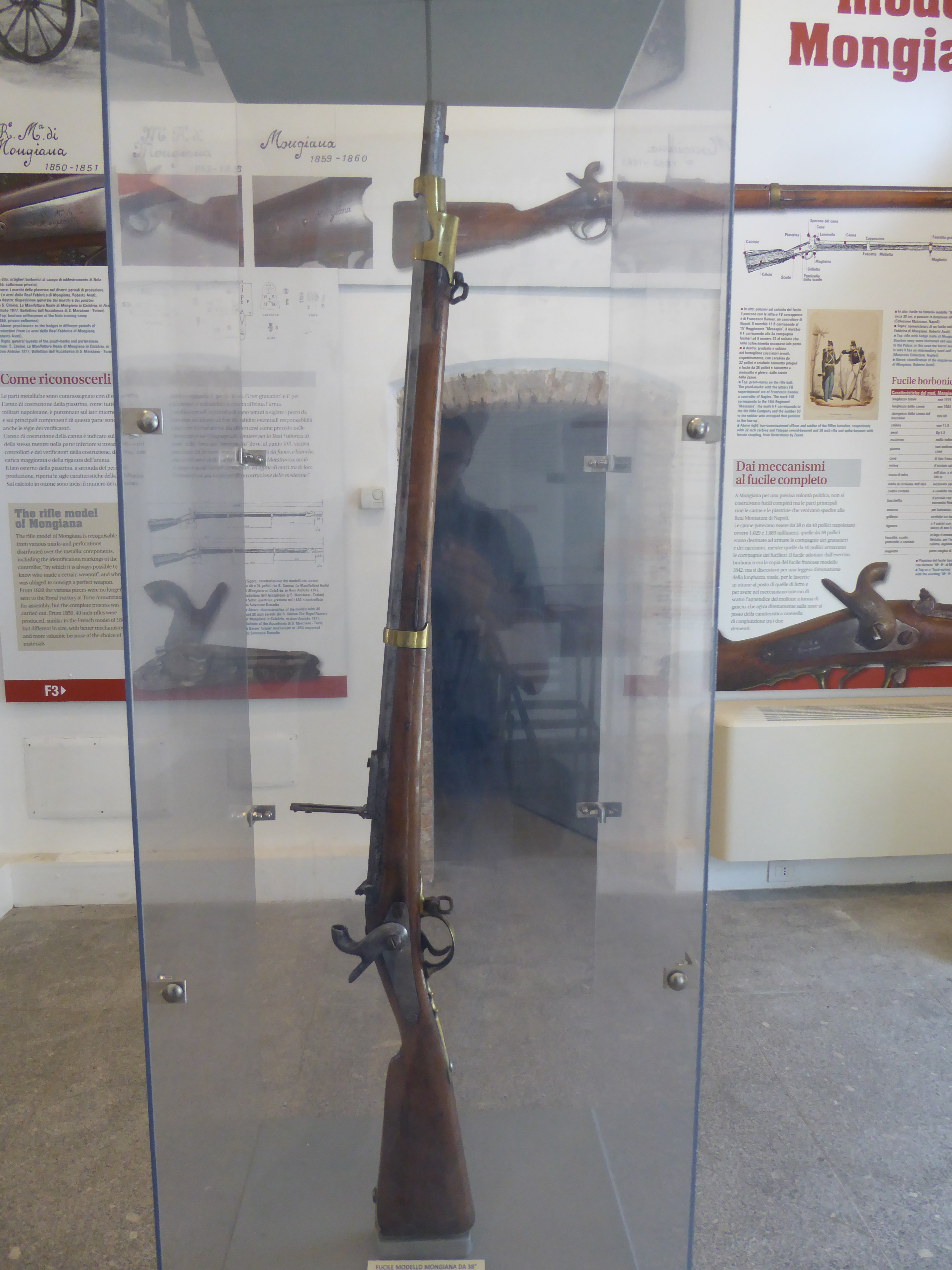
Il fucile al MUFAR di Mongiana

Il Fucile borbonico da fanteria modello Mongiana o semplicemente Fucile Mongiana è stato un fucile prodotto nel XIX secolo nelle Reali ferriere ed Officine di Mongiana nell'omonimo paese del vibonese su un'idea del direttore Michele Carascosa ed usato dall'Esercito delle Due Sicilie. 
La maggior parte dei fucili giunti fino a noi riporta sul calcio la sigla "15R" che significa come i fucili fossero in dotazione ai carabinieri (reparti armati con carabina o fucile rigato) del 15º reggimento di Fanteria di Linea Messapia, uno solo reca la sigla "1R": "Primo Reggimento Re", "6F": fante della sesta fila e "93", 93º fante della 6ª fila.

## Descrizione
Il Fucile Mongiana era un unico modello a percussione con canna da 40 pollici simile al modello 1842 dell'esercito francese rispetto al quale è più lungo di 45 mm, il movimento di alzatura è trasmesso direttamente e le finiture sono d'ottone ad esclusione della controcartella rettangolare. Tra le somiglianze da notare che l'acciarino a "molla indietro" è privo di tirantino e su di esso solitamente viene inciso l'anno di costruzione (altrimenti sul focone) mentre il marchio di fabbrica all'esterno di esso, il cane di percussione sul luminello è dritto.
Sul calcio vengono riportate le "coordinate" del soldato che lo usa: la sigla del reggimento, il numero della fila ed il numero di posizione.
Esisterebbe anche una carabina con canna da 32 pollici.

## Storia
Il primo modello del fucile venne prodotto nel 1850 dalla "Fabbrica delle Canne" lungo il fiume Ninfo (nell'omonima e attuale frazione di Serra San Bruno) dove già dal 1813 venivano prodotti fucili semilavorati.
Dal 1852 al 1860 la produzione avverrà nella nuova Fabbrica d'armi di Mongiana in quanto la precedente Fabbrica alla fine del 1850 venne distrutta da una alluvione.
In quel periodo risiedevano diverse maestranze francesi che in contatto con la Fabbrica d'armi di Saint-Étienne avevano influito sulla costruzione del modello.
Fino al 1858 i fucili erano a canna liscia e solo dopo verranno prodotti a canna rigata e con alzo a cursore. La rigatura veniva eseguita spedendo le canne alla Manifattura di Gioacchinopoli a Torre Annunziata che possedeva il macchinario adatto.
Nella seconda metà del 1860 a causa della guerra la produzione del fucile fu raddoppiata, portandola a dodici fucili, baionette e sciabole al giorno.
Dopo l'Unità d'Italia la fabbrica d'armi smise di produrre questo modello in favore del "moschetto nazionale".
Dal 1975 i fucili "Mongiana" sono stati catalogati e denominati con l'attuale nome ad opera di Silvio Cimino e Arrigoni.

## Caratteristiche tecniche
- Calibro 17,5 mm
- Lunghezza totale: 1474 mm
- Lunghezza della canna: 1083 mm
- Sporgenza della canna dal bocchino: 68 mm
- Rigatura a quattro solchi con passo 1,83 e profondità alla bocca di 0,188 mm
- Peso 4,5 kg
- Acciarino di tipo a "molla indietro"
- Piastra con mollone ad azione diretta sulla noce del cane
- Cane di tipo francese
- mirino in acciaio saldato sulla volata
- tacca di mira sull'alzo, a ritto e cursore tarato da 200 a 700 metri
- attacco per baionetta a ghiera
- grilletto avvitato tra due alette dello scudo
- finiture in ottone

## Fucili
- Fucile con dicitura R. M. di Mongiana del 1851[3][2]
- Fucile con dicitura Ma. Re. di Mongiana (dal 1852 al 1859)[3][2]
- Fucile con dicitura Mongiana 1860 del 1860[2]